# Диявол у спідниці
«Диявол у спідниці» (англ. The Devil Is a Sissy) — американська комедійна драма режисера В. С. Ван Дайка 1936 року.

## Сюжет
Добре вихований і наділений першокласними манерами юний британець змушений жити в Даунтауні Манхеттена, де намагається прищепити витончений спосіб життя своїм менш вишуканим ровесникам.

## У ролях
- Фредді Бартолом'ю — Клод Пірс
- Джеккі Купер — «Бак» Мерфі
- Міккі Руні — «Гіг» Стівенс
- Ієн Гантер — Джей Пірс
- Пеггі Конклін — Роза Хоулі
- Кетрін Александр — Гільда Пірс
- Джин Локхарт — містер Джим Мерфі
- Кетлін Локгарт — місіс Мерфі
- Джонатан Гейл — суддя Голмс
- Етьєн Жирардо — містер Красенберрі
- Шервуд Бейлі — «Багс»
- Бастер Слейвен — Шість-Пальців
- Грант Мітчелл — Пол Крампп
- Гарольд Губер — Віллі — гангстер
- Стенлі Філдс — Джо — гангстер
- Френк Пулья — «Бабуся» — гангстер
- Етта Мак-Деніел — Моллі — прислуга Рози

## Ланки
- Диявол у спідниці на сайті IMDb (англ.)
- Диявол у спідниці на сайті AllMovie (англ.)
- Диявол у спідниці на TCM Movie Database (англ.)
- Диявол у спідниці на сайті American Film Institute Catalog[en] (англ.)